# Astreopora lambertsi
Espèce
Statut CITES
Astreopora lambertsi est une espèce de coraux appartenant à la famille des Acroporidae.